# Levitants
 (juillet 2023).
Levitants, anciennement The Levitants, est un groupe de rock alternatif espagnol, originaire de Valladolid

## Histoire
Le groupe est formé en 2011, et son genre musical comprend des éléments de post-punk et garage. Le projet est mené par Sergio Isabel, compositeur, vocaliste et guitariste.
Dans leurs trois premiers albums : Gravity for the Masses (enregistré aux Dobro Estudios de Valladolid, et produit par Javier Vielba en 2013), Coimbra (Bazar Records, 2016) et Enola (enregistré aux Dobro Estudios, produit par Javier Nieto, et sorti en 2019 sur Subterfuge Records), la langue principale était l'anglais. Depuis 2022, leurs chansons sont en espagnol. En 2023, ils sortent Futuro inmediato, un EP de 7 chansons produit par Carlos Hernández Nombela,,

## Discographie
- 2013 : Gravity for the Masas
- 2016 : Coimbra
- 2019 : Enola
- 2023 : Futuro inmediato